# Böngészőmotorok listája
Alább a böngészőmotorok listája olvasható.

## Grafikus motorok
| Motor    | Státusz   | Készítő                     | Licensz         | Használat | Megjegyzés                                                        |
| -------- | --------- | --------------------------- | --------------- | --- | ----------------------------------------------------------------- |
| KHTML    | Megszűnt  | KDE                         | GNU LGPL        | Konqueror 2023 előtt | lásd még: WebCore                                                 |
| WebKit   | Élő       | Apple                       | GNU LGPL, BSD   | Safari browser, GNOME Web, Konqueror, Arora, Midori, OmniWeb, Shiira, Sunrise, iCab, Swift, Orion, Google Chrome korai verziók és az iOS minden böngészője | KHTML-fork                                                        |
| Blink    | Élő       | Google                      | GNU LGPL, BSD   | Google Chrome, Opera (15-ös verziótól kezdve), Microsoft Edge és minden Chromium-alapú böngésző                                                            | WebKit-fork                                                       |
| Gecko    | Élő       | Mozilla                     | MPL             | Firefox, Camino, SeaMonkey, egyéb Firefox-forkok, Thunderbird levelezőprogram                                                                              | lásd még: Gecko bázisú böngészők                                  |
| Goanna   | Élő       | M. C. Straver               | MPL             | Pale Moon, Basilisk, K-Meleon | Gecko-fork                                                        |
| Servo    | Kísérleti | Linux Alapítvány            | MPL             | Kísérleti böngészőprogramok | A Mozilla és a Samsung is részt vesz a fejlesztésben              |
| Tkhtml   | Megszűnt  | Liem Bahneman               | BSD             | Html Viewer 3 böngésző |                                                                   |
| NetSurf  | Élő       | NetSurf                     | GNU GPLv2       | NetSurf | lásd még: RISCOS                                                  |
| LibWeb   | Kísérleti | Ladybird Browser Initiative | FreeBSD         | Ladybird | Pre-alpha                                                         |
| GtkHTML  | Megszűnt  | GNOME Közösség              | GNU GPLv2       | Evolution és más GTK+ programok | A GtkHTML1/GtkHTML3 KHTML-fork, a GtkHTML2 külön szoftver         |
| Mariner  | Megszűnt  | Netscape Communications     | Zárt forráskódú | Netscape 5 | A projektet törölték megjelenés előtt.                            |
| Elektra  | Megszűnt  | Opera                       | Zárt forráskódú | Opera 4–6 | A 7. verziótól a Presto vette át a helyét.                        |
| Presto   | Megszűnt  | Opera                       | Zárt forráskódú | Opera Mini, Opera 7–12, Dreamweaver MX, Adobe CS2 |                                                                   |
| Trident  | Élő       | Microsoft                   | Zárt forráskódú | Microsoft Edge (IE mode), Internet Explorer 4–11, Internet Explorer-héjak, néhány médialejátszó alkalmazás (pl. Winamp) stb.                               | Nagyon sok alkalmazásban használták a múltban. Másik neve: MSHTML |
| Tasman   | Megszűnt  | Microsoft                   | Zárt forráskódú | Internet Explorer 5 Mac |                                                                   |
| EdgeHTML | Megszűnt  | Microsoft                   | Zárt forráskódú | Microsoft Edge 2018. előtt | 2021. előtt az UWP alkalmazásokban is gyakran előfordult.         |
| Flow     | Kísérleti | Ekioh                       | Zárt forráskódú | Flow | Béta verzió                                                       |
| Links    | Élő       | Mikuláš Patočka             | GNU GPLv2       | Links, ELinks |                                                                   |

### Egyéb már nem fejlesztett
- Boxely – AOL programok részére
- Gzilla – Gzilla és Dillo

## Karakteres felületre írt motorok
- Lynx
- Links (karakteres üzemmódban)